# Mistrovství světa v ledním hokeji – divize III
Divize III. je kvalifikační soutěží mistrovství světa pořádanou IIHF. První tým postupuje do skupiny B divize II (do roku 2012 postupovaly první dva týmy).

## Historie
Rozdělení do dvou skupin podle výkonnosti bylo poprvé vyzkoušeno na MS v roce 1951. Důvodem byl značný výkonnostní rozdíl mezi mužstvy projevující se na posledních světových šampionátech. IIHF se snažila, aby v elitní skupině, kde se hrálo o medaile, startovalo maximálně osm mužstev, proto byl tento systém po celá padesátá léta používán nepravidelně (1951, 52, 53, 55, 56 a 59) vždy podle toho kolik se přihlásilo účastníků na MS. Změna nastala od roku 1961, kdy byl stanoven žebříček výkonnosti mužstev a začalo se hrát každoročně ve třech skupinách – A, B, C – (od roku 1987 ještě přibyla skupina D) s přímým postupem a sestupem. Výjimkou byly roky 1962 a 1965, kdy se hrálo jen ve dvou skupinách. Až do roku 1967 byl pořadatel pro všechny skupiny stejný a hrálo se i ve stejném termínu. Od roku 1969 se začala skupina A pořádat odděleně od skupin B a C a od roku 1973 se každá skupina pořádala zvlášť. Do roku 2000 byly všechny skupiny IIHF považovány jako součást mistrovství světa. Zatím poslední změna nastala v roce 2001, kdy byl zaveden po celkové reorganizaci tzv. nižších výkonnostních skupin mistrovství světa systém divizí. Divize jsou rozděleny do tří výkonnostních skupin – divize I, II a III. Jsou provázány systémem postup – sestup, kromě divize III, z které nesestupuje nikdo. Divize už ale nejsou součástí mistrovství světa, ale jeho kvalifikací.

## V letech 1987–1990 a 1996–2000 na MS – skupina D
| Rok       | Hrálo se v         | Vítěz          |
| --------- | ------------------ | -------------- |
| MS – 1987 | Austrálie          | Austrálie      |
| MS – 1989 | Belgie             | Belgie         |
| MS – 1990 | Spojené království | Velká Británie |
| MS – 1996 | Litva              | Litva          |
| MS – 1997 | Andorra            | Chorvatsko     |
| MS – 1998 | Jižní Afrika       | Bulharsko      |
| MS – 1999 | Jižní Afrika       | Španělsko      |
| MS – 2000 | Island             | Izrael         |

## Od roku 2003 divize III.
| Rok       | Hrálo se v                                                        | Postupující do divize II         |
| --------- | ----------------------------------------------------------------- | -------------------------------- |
| MS – 2003 | Nový Zéland                                                       | Nový Zéland, Lucembursko         |
| MS – 2004 | Island                                                            | Island, Turecko                  |
| MS – 2005 | Mexiko                                                            | Mexiko, JAR                      |
| MS – 2006 | Island                                                            | Island, Turecko                  |
| MS – 2007 | Irsko                                                             | Nový Zéland, Irsko               |
| MS – 2008 | Lucembursko                                                       | Severní Korea, JAR               |
| MS – 2009 | Nový Zéland                                                       | Nový Zéland, Turecko             |
| MS – 2010 | Lucembursko Arménie                                               | Irsko, Severní Korea             |
| MS – 2011 | Jihoafrická republika                                             | Izrael, JAR                      |
| MS – 2012 | Turecko                                                           | Turecko                          |
| MS – 2013 | Jihoafrická republika Spojené arabské emiráty (kvalifikace)       | JAR                              |
| MS – 2014 | Lucembursko                                                       | Bulharsko                        |
| MS – 2015 | Turecko                                                           | Severní Korea                    |
| MS – 2016 | Turecko                                                           | Turecko                          |
| MS – 2017 | Bulharsko                                                         | Lucembursko                      |
| MS – 2018 | Jihoafrická republika Bosna a Hercegovina (kvalifikace)           | Gruzie                           |
| MS – 2019 | Bulharsko Spojené arabské emiráty (kvalifikace)                   | Bulharsko                        |
| MS – 2020 | Zrušeno kvůli pandemii covidu-19                                  | Zrušeno kvůli pandemii covidu-19 |
| MS – 2021 | Zrušeno kvůli pandemii covidu-19                                  | Zrušeno kvůli pandemii covidu-19 |
| MS – 2022 | Lucembursko (skupina A) Jihoafrická republika (skupina B)         | Spojené arabské emiráty, Turecko |
| MS – 2023 | Jihoafrická republika (skupina A) Bosna a Hercegovina (skupina B) | Tchaj-wan                        |
| MS – 2024 | Kyrgyzstán (skupina A) Bosna a Hercegovina (skupina B)            | Thajsko                          |
| MS – 2025 | Turecko (skupina A) Mexiko (skupina B)                            | Kyrgyzstán                       |
| MS – 2026 | Jihoafrická republika (skupina A) Hongkong (skupina B)            |                                  |